# Malmö centralstation
Malmö centralstation (kurz Malmö C) ist einer der größten Bahnhöfe Schwedens mit werktäglich etwa 40.000 Reisenden. Er stellt einen wichtigen Knotenpunkt in Südschweden für Zugreisende aus anderen Teilen Europas dar. Von Malmö C bestehen regelmäßige Verbindungen nach Kopenhagen über die Öresundbrücke, nach Stockholm im Nordosten und Göteborg im Nordwesten. Den Bahnhof verlassen täglich fast 400 Züge.

## Geschichte
Der Bahnhof wurde 1856 als südlicher Endbahnhof der Södra stambana eröffnet. Das Bahnhofsgebäude wurde erst 1858 fertiggestellt.
Nach einer weitgehenden Zerstörung durch einen Brand 1866 – lediglich der Turm auf der Südseite der Anlage blieb erhalten – wurde bis 1872 ein neues Bahnhofsgebäude nach Entwürfen von Adolf Wilhelm Edelsvärd errichtet. Es wurde 1891 um ein ebenfalls von Edelsvärd entworfenes Empfangsgebäude für Reisende ergänzt. Im Gebäudeteil von 1872 befinden sich die 1896 eingerichteten königlichen Wartesäle mit von Folke Zettervall entworfenen Ausmalungen.
Die Bahnhofsteile des 19. Jahrhunderts stehen als Byggnadsminne (schwedisch für Baudenkmal) unter Denkmalschutz.
Seit Inbetriebnahme des Citytunnels 2010 besitzt der als Kopfbahnhof erbaute Bahnhof einen nördlich an die verbliebenen sechs Kopfgleise anschließenden unterirdischen Teil als Durchgangsbahnhof mit vier Bahnsteiggleisen.

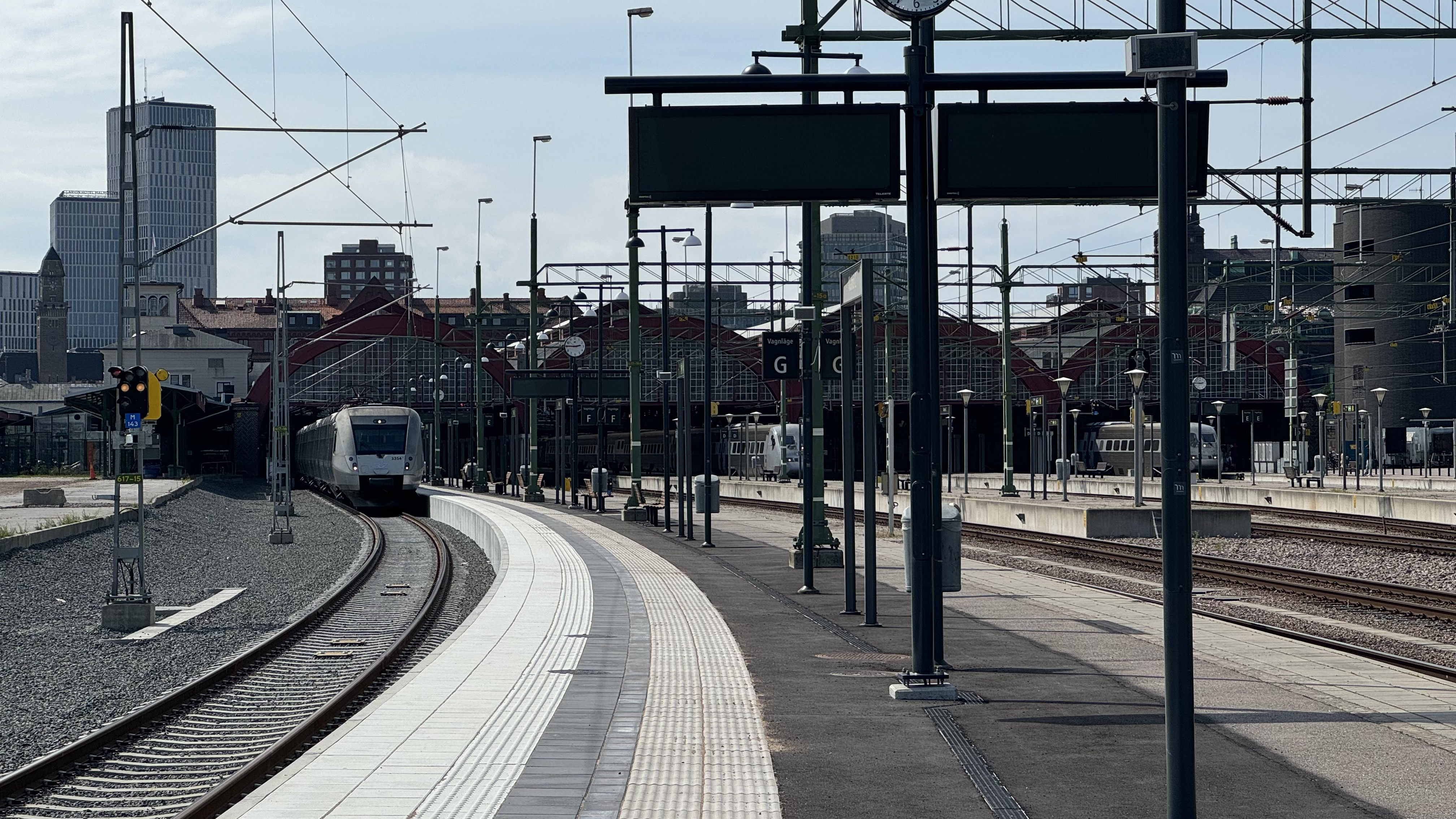
Links im Bild ist der neu gebaute Bahnsteig für Gleis 11 zu sehen.

Zur Erhöhung der Kapazität des Bahnknotens wurde ein zusätzliches siebtes oberirdisches Gleis südlich der bestehenden sechs Gleise mit der Nummer 11 neu gebaut. Dieses endet vor der Bahnsteighalle und wurde am 28. Juni 2024 in Betrieb genommen. Des Weiteren wurden Schalt- und Signalanlagen im Rangierbahnhof modernisiert, um auch hier die Kapazität zu erhöhen und das Risiko von Störungen zu verringern.